# Zemlja Bassarija
Zemlja Bassarija je naziv za UNESCO-ovu svjetsku baštinu koja se sastoji od kulturnog krajolika naroda Bassarija, Bedika i Fulbi (ali i drugih naroda kao što su Wolof, Bamana i Malinke) u jugoistočnom Senegalu, u blizini granice s Malijem i Gvinejom. To su područja, Salémata u kojemu obitavaju Bassari, Bandafassi gdje živi narod Bedik, i Dindéfello (u Nacionalnom parku Niokolo-Koba) gdje žive Fulbe, a koja su ova tri naroda naselili od 11. do 19. stoljeća i u njima razvili jedinstvene kulture i način života koji je svojevrsna sibioza s prirodnim okolišem. 
Krajolik sjevernih obronaka gorja Fouta-Djalon ima dva jasno odijeljena područja, aluvijalna dolina i ravnice s travnjacima, grmovima i kultiviranim njivama na sjeveru, te visoke litice istačkane prirodnim špiljama na jugu koje su pružale izvrsna skloništa prvim ljudskim zajednicama. Odlikuju ga terase i rižina polja ispresijecana selima, zaseocima i arheološkim lokalitetima. Sela Bedika su zgusnute nakupine koliba sa strmim slamnatim krovovima. Njihova kultura se odlikuje originalnim svojstvima poljoprivredno-stočarskim, društvenim, ritualnim i duhovnim običajima koji predstavljaju originalan izričaj nastao kao odgovor na ograničenja krajolika i društvenih pritisaka. 
Ovo područje je također prepuno mnogim izvornim kućama koje su sačuvale multikulturalnost još uvijek živih lokalnih kultura. Zbog svega toga je 2012. godine ovaj kulturni krajolik upisan na UNESCO-ov popis mjesta svjetske baštine u Africi.
Do prošlog stoljeća naseljena sela su grupirana na uzvisinama kako bi kontrolirali plodne ravnice, a sastojala su se od okruglih, šibljem pokrivenih koliba okupljenih oko središnjeg prostora (trga). Danas su disperzija i netrajnost glavne osobine Bassari naselja jer stanovništvo odabire živjeti u blizini polja. Stara naselja se i danas koriste samo povremeno za ritualne obrede ili festivale.
- Selo Ibel u Bandafassiju
- Bandafassi plesač
- Fulba selo u Kedougou 1981. god.
- Bassari plesači u Kédougou
- Bedik selo